# Juventino Kestering
Juventino Kestering (São Ludgero, 19 maggio 1946 – Rondonópolis, 28 marzo 2021) è stato un vescovo cattolico brasiliano.

## Biografia
Juventino Kestering nacque a São Ludgero il 19 maggio 1946.

### Formazione e ministero sacerdotale
Frequentò il seminario minore "Nostra Signora di Fátima" di Tubarão dal 1959 al 1967. Studiò filosofia all'Università Federale del Paraná di Curitiba dal 1968 al 1971 e teologia all'Istituto teologico della stessa città dal 1970 al 1973.
Il 14 luglio 1973 fu ordinato presbitero per la diocesi di Tubarão a São Ludgero. Celebrò la sua prima messa nella chiesa di San Pio X nel suo paese natale. In seguito fu vicario parrocchiale della parrocchia della cattedrale di Nostra Signora della Pietà a Tubarão dal 1973 al 1988; coordinatore della catechesi della Conferenza episcopale regionale Sul 4 dal 1984 al 1988; assessore nazionale per la catechesi dal 1988 al 1991; membro dell'équipe di formazione del seminario teologico di Tubarão dal 1991 al 1996; professore presso l'Istituto Santa Catarina di Florianópolis dal 1992 al 1997 e rettore del seminario teologico della diocesi di Tubarão a Florianóplis nel 1997.

### Ministero episcopale
Il 19 novembre 1997 papa Giovanni Paolo II lo nominò vescovo di Rondonópolis. Ricevette l'ordinazione episcopale l'8 marzo successivo nella cattedrale di Nostra Signora della Pietà a Tubarão dal vescovo di Tubarão Hilário Moser, co-consacranti l'arcivescovo metropolita di Florianópolis Eusébio Oscar Scheid e il vescovo emerito di Rondonópolis Osório Willibaldo Stoffel. Prese possesso della diocesi il 22 marzo successivo.
Nell'aprile del 2010 compì la visita ad limina.
Il 25 giugno 2014, in forza della bolla Ad totius dominici di papa Francesco, la diocesi annesse alcuni comuni della soppressa diocesi di Guiratinga e parti di territorio dell'arcidiocesi di Cuiabá, cedendone altri alla diocesi di Primavera do Leste-Paranatinga, e contestualmente assunse il nome di diocesi di Rondonópolis-Guiratinga.
Fu anche referente per la catechesi della Conferenza episcopale regionale Oeste 2, membro della commissione per l'animazione biblico-catechetica e del dipartimento per le missioni e la spiritualità della Conferenza nazionale dei vescovi del Brasile e responsabile della catechesi del Consiglio episcopale latinoamericano dal 2007 al 2011.
L'11 marzo 2021 venne ricoverato nel reparto di terapia intensiva dell'ospedale Unimed di Rondonópolis per COVID-19. Morì il 28 marzo all'età di 74 anni per complicazioni della malattia. Le esequie si tennero il giorno successivo alle ore 14 nella cattedrale della Santa Croce a Rondonópolis e furono presiedute da monsignor Mílton Antônio dos Santos, arcivescovo metropolita di Cuiabá. Al termine del rito la salma venne tumulata nella cripta dello stesso edificio.

## Genealogia episcopale e successione apostolica
La genealogia episcopale è:
- Cardinale Scipione Rebiba
- Cardinale Giulio Antonio Santori
- Cardinale Girolamo Bernerio, O.P.
- Arcivescovo Galeazzo Sanvitale
- Cardinale Ludovico Ludovisi
- Cardinale Luigi Caetani
- Cardinale Ulderico Carpegna
- Cardinale Paluzzo Paluzzi Altieri degli Albertoni
- Papa Benedetto XIII
- Papa Benedetto XIV
- Papa Clemente XIII
- Cardinale Marcantonio Colonna
- Cardinale Giacinto Sigismondo Gerdil, B.
- Cardinale Giulio Maria della Somaglia
- Cardinale Carlo Odescalchi, S.I.
- Cardinale Costantino Patrizi Naro
- Cardinale Lucido Maria Parocchi
- Papa Pio X
- Papa Benedetto XV
- Papa Pio XII
- Cardinale Eugène Tisserant
- Cardinale Paolo Bertoli
- Cardinale Carlo Furno
- Vescovo Hilário Moser, S.D.B.
- Vescovo Juventino Kestering

La successione apostolica è:
- Vescovo Giovane Pereira de Melo (2009)